# Sara Lubrano
Sara Lubrano (Napoli, 1º aprile 1994) è un'ex cestista italiana.

## Carriera
Guardia di 160 cm, ha giocato in Serie A1 con Pozzuoli.